# 小和田敏子
 小和田 敏子（こわだ としこ、1947年11月17日 - ）は、日本の卓球選手。元世界チャンピオンである。

## 来歴・人物
山形県河北町出身。現姓・竹内。河北町立谷地中学校（現在の河北町立河北中学校）、山形県立谷地高等学校卒業。体育の教師になることを夢見て、両親の反対を押し切って中京大学体育学部に進学。
1969年の世界卓球選手権ミュンヘン大会では女子シングルスで優勝、混合ダブルスと女子団体で銅メダルを獲得し、輝かしい成績を収める。
1970年3月、中京大学卒業。同大学体育学部の助手となる。
1971年の世界卓球選手権名古屋大会では、同じ河北町出身の大場恵美子、そして大関行江、今野安子と共に女子団体で優勝を果たした。
現在は中京大学国際教養学部教授並びに日本卓球協会常任理事を務める。愛知県豊田市在住。

## 主な戦績
- 1968年 全日本学生卓球選手権女子シングルス優勝
- 1968年 全日本卓球選手権女子シングルス優勝、女子ダブルス優勝
- 1969年 世界卓球選手権ミュンヘン大会、女子シングルス優勝、女子団体3位
- 1969年 全日本学生卓球選手権女子シングルス優勝、女子ダブルス優勝
- 1969年 全日本卓球選手権女子シングルス優勝
- 1970年 アジア選手権名古屋大会女子シングルス優勝、混合ダブルス優勝
- 1970年 全日本社会人卓球選手権女子シングルス優勝
- 1971年 世界卓球選手権名古屋大会女子団体優勝[3]